# 딘 이즈리얼라이트
딘 이즈리얼라이트(영어: Dean Israelite, 1984년 9월 20일 ~ )는 남아프리카 공화국 출신의 영화 감독이다. 마이클 베이 사단의 영화 《백 투 더 비기닝》(2015)의 연출 담당으로 알려졌으며, 2017년 개봉 예정의 《파워레인저》의 감독으로 내정되었다.

## 연출 작품 목록
| 연도 | 제목            | 원제                      | 배역       | 비고 |
| ---- | --------------- | ------------------------- | ---------- | ---- |
| 2006 | 마술사          | Magician                  | 연출, 각본 | 단편 |
| 2007 | 일 없는 부서    | The Department of Nothing | 연출, 각본 | 단편 |
| 2009 | 아콜릴란드      | Acholiland                | 연출, 각본 | 단편 |
| 2015 | 백 투 더 비기닝 | Project Almanac           | 연출       |      |
| 2017 | 파워레인저      | Power Rangers             | 연출       |      |